# Bresse Vallons
Bresse Vallons is een fusiegemeente (commune nouvelle) in Franse departement Ain in de regio Auvergne-Rhône-Alpes die deel uitmaakt van het arrondissement Bourg-en-Bresse. Bresse Vallons telde op 1 januari 2022 2.393 inwoners.
De gemeente is op 1 januari 2019 ontstaan door de fusie van de per die datum opgeheven gemeenten Cras-sur-Reyssouze en Étrez.

## Geografie
De oppervlakte van Bresse Vallons bedroeg op 1 januari 2022 25,98 vierkante kilometer; de bevolkingsdichtheid was toen 92,1 inwoners per km².
De onderstaande kaart toont de ligging van Bresse Vallons met de belangrijkste infrastructuur en aangrenzende gemeenten.

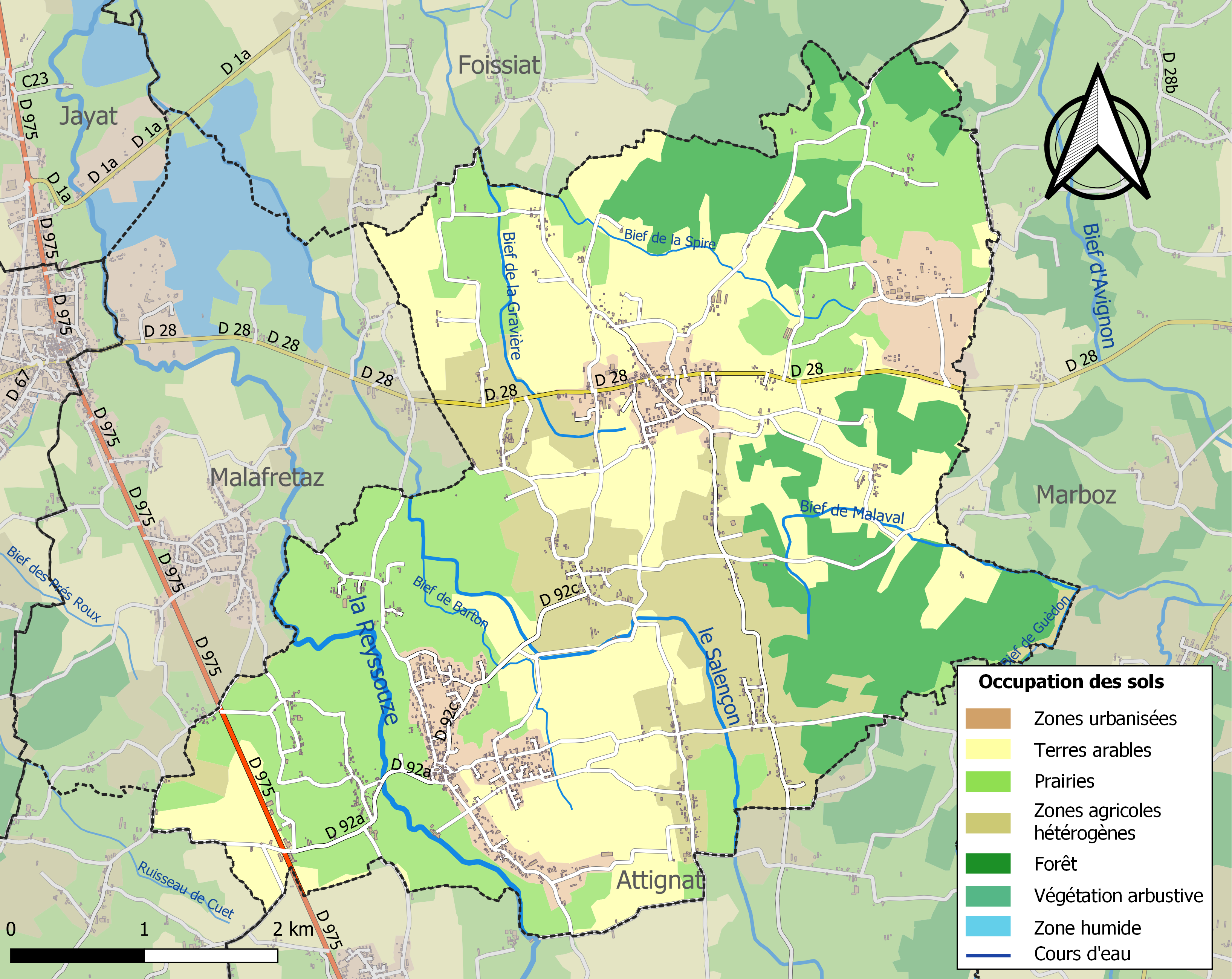